# Haile Gebrselassie
Haile Gebrselassie (født 18. april 1973) er en tidligere etiopisk langdistanceløber og er tidligere indehaver af verdensrekorden på maratondistancen. Han er en ud af en søskende flok på 10. Han bliver af mange betragtet som en af de bedste langdistanceløbere nogensinde. En af grundene til hans utrolige løb er højdetræning, idet den landsby, han er vokset op i Asella i Arsi-provinsen, ligger ret højt. Gebrselassie valgte at indstille sin aktive karriere efter han måtte udgå af 2010-udgaven af New York City Marathon. 

## Kendetegn
Han løber i stil med næsten alle af verdens hurtigste langdistanceløbere på forfoden, da denne teknik er yderst effektiv og skånsom for knæ og led. Denne løbestil ses endnu mere udpræget hos sprintere.
Ifølge hans dagbog på den Internationale Olympiske Komites hjemmeside voksede han op på en gård. Han måtte hver dag løbe 10 km til skole og om aftenen 10.1 km hjem igen. Dette førte til en meget speciel løbestil, hvor hans venstre arm er bøjet, som om han holder skolebøger under den.

## Personlige rekorder

### Udendørs
| Distance          | Tid      | Dato               | Sted                   |
| ----------------- | -------- | ------------------ | ---------------------- |
| 1500 meter        | 3:33.73  | 6. juni 1999       | Stuttgart              |
| 3000 meter        | 7:25.09  | 28. august 1998    | Bruxelles              |
| 5000 meter        | 12:39.36 | 13. juni 1998      | Helsinki               |
| 10.000 meter      | 26:22.75 | 1. juni 1998       | Hengelo                |
| 10 km (landevej)  | 27:02    | 11. december 2002  | Ad-Dawhah              |
| 20 km (landevej)* | 55:48    | 15. januar 2006    | Phoenix                |
| Halvmaraton       | 58:55    | 15. januar 2006    | Phoenix                |
| Maraton           | 2:03:59  | 28. september 2008 | Berlin (Verdensrekord) |

*nyt alternativ til halvmaraton

### Indendørs
| Distance   | Tid      | Dato             | Sted       |
| ---------- | -------- | ---------------- | ---------- |
| 1500 meter | 3:31.76  | 1. februar 1998  | Stuttgart  |
| 2000 meter | 4:52.86  | 15. februar 1998 | Birmingham |
| 3000 meter | 7:26.15  | 25. januar 1998  | Karlsruhe  |
| 5000 meter | 12:50.38 | 14. februar 1999 | Birmingham |